# Ле Гранд (Ајова)
Ле Гранд (енгл. Le Grand) град је у америчкој савезној држави Ајова. По попису становништва из 2010. у њему је живело 938 становника.

## Демографија
Према попису становништва из 2010. у граду је живело 938 становника, што је 55 (6,2%) становника више него 2000. године.
| Група             | 2000.       | 2010.       |
| Белци             | 853 (96,6%) | 895 (95,4%) |
| Афроамериканци    | 3 (0,3%)    | 1 (0,1%)    |
| Азијати           | 3 (0,3%)    | 1 (0,1%)    |
| Хиспаноамериканци | 16 (1,8%)   | 33 (3,5%)   |
| Укупно            | 883         | 938         |